# Lord High Admiral

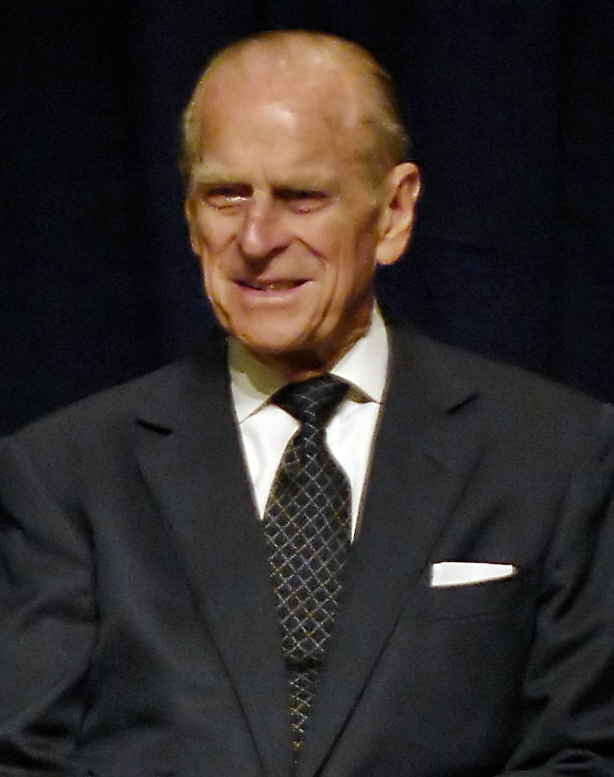
Philip Mountbatten, Duke of Edinburgh, Lord High Admiral 2011–2021

Flagge des Lord High Admiral

Der Lord High Admiral (deutsch auch Lord-Großadmiral) ist ein Amt im Vereinigten Königreich, das zu den Great Officers of State gehört. Die Funktion hat heute nur mehr rein zeremoniellen Charakter, war einst aber innerhalb der britischen Admiralität für den Oberbefehl über die Royal Navy verantwortlich. Von Anfang des 18. Jahrhunderts bis zur Mitte des 20. Jahrhunderts wurden die Amtsgeschäfte des Lord High Admiral von einem Ausschuss unter dem Vorsitz des First Lord of the Admiralty („Erster Lord der Admiralität“) geführt. 1964 ging die Admiralität im neugeschaffenen Verteidigungsministerium des Vereinigten Königreichs auf, wobei der Titel des First Lord of the Admiralty verschwand. Der historische Titel Lord High Admiral hingegen besteht als zeremonielles Amt der Great Officers of State noch heute.

## Geschichte
Die Geschichte dieses Amtes ist eng mit der Geschichte der britischen Admiralität verbunden: Die Position des Admiral of England (oder Lord Admiral, später Lord High Admiral) wurde um 1400 unter König Heinrich IV. geschaffen, obwohl es bereits vorher Admirale in den nördlichen und westlichen Seegebieten gab. Das Amt des Lord High Admiral ist damit das letzte Amt unter den neun Großen Staatsbeamten, den Great Officers of State.
1546 richtete König Heinrich VIII. den Council of the Marine (Marinerat) ein, aus dem später das Navy Board (Marinenausschuss) entstand, um administrative Angelegenheiten der Flotte zu beaufsichtigen. Die operative Steuerung und Kontrolle der Flotte blieben weiterhin in der Verantwortung des Lord High Admiral.
1628 vergab Karl I. das Amt des Lord High Admiral erstmals in Kommission, d. h. die Amtsgeschäfte wurden von einem Ausschuss, dem Board of Admiralty, übernommen. Die Ausschussmitglieder wurden als Lords Commissioner of the Admiralty bezeichnet. Ihr offizieller Titel lautete Commissioners for Exercising the Office of Lord High Admiral of England, später Great Britain bzw. the United Kingdom of Great Britain and (Northern) Ireland. Bis 1709 wurden die Amtsgeschäfte des Lord High Admiral mehrmals, bis in die zweite Hälfte des 20. Jahrhunderts fast ausschließlich in Kommission geführt. 1831 wurde das Navy Board abgeschafft und seine Aufgaben dem Board of Admiralty übertragen.
Aus dieser Kommission entwickelte sich im Lauf der Zeit die Admiralität, die sich aus Admiralen der Royal Navy sowie aus Zivilisten zusammensetzte. Den Vorsitz über das gesamte Board of Admiralty führte der First Lord of the Admiralty („Erster Lord der Admiralität“), der üblicherweise dem Kabinett angehörte und nach 1806 stets ein Zivilist war. Er hatte die politische Verantwortung für die Royal Navy zu tragen und wurde aus diesem Grund manchmal auch als „Marineminister“ bezeichnet. Das Amt des Lord High Admiral verlor demgegenüber an Bedeutung, blieb aber als zeremonielles Amt unter den neun Great Officers of State erhalten. Bekannte Erste Lords der Admiralität waren u. a. Lord Tweedmouth (1906–1908), Reginald McKenna (1908–1911), Winston Churchill (1911–1915 und 1939–1940), Arthur Balfour (1915–1916), Sir Austen Chamberlain (1931), Alfred Cooper (1937–1938) und Brendan Bracken (1945).
Im Jahre 1964 wurden Admiralität, Kriegsministerium und Luftfahrtministerium zum Verteidigungsministerium des Vereinigten Königreichs zusammengelegt, womit einige alte Bezeichnungen aus der Geschichte der Royal Navy verschwanden, wie z. B. der Titel des First Lord of the Admiralty. Der historische Titel Lord High Admiral wurde im Zuge dieser Reformen nicht aufgegeben, sondern dem Monarchen übertragen und ging auf Königin Elisabeth II. über.
2011 übergab Elisabeth II. den Titel des Lord High Admiral aus Anlass seines 90. Geburtstags an ihren Ehemann Philip, Duke of Edinburgh. Er hatte im Zweiten Weltkrieg in der Royal Navy gedient und war seit 1953 bereits Admiral of the Fleet gewesen.

## Amtsinhaber 1413–1708
Folgende Personen waren Lords High Admiral bzw. First Lords of the Admiralty von England:

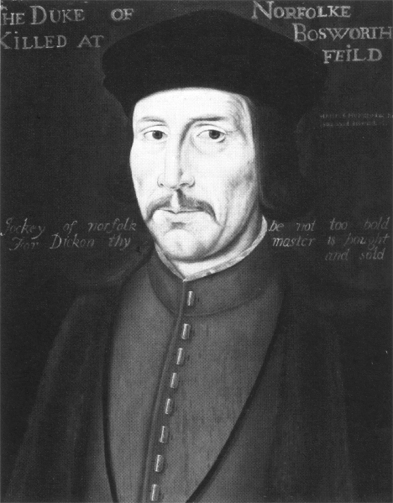
Lord High Admiral John Howard, 1. Duke of Norfolk

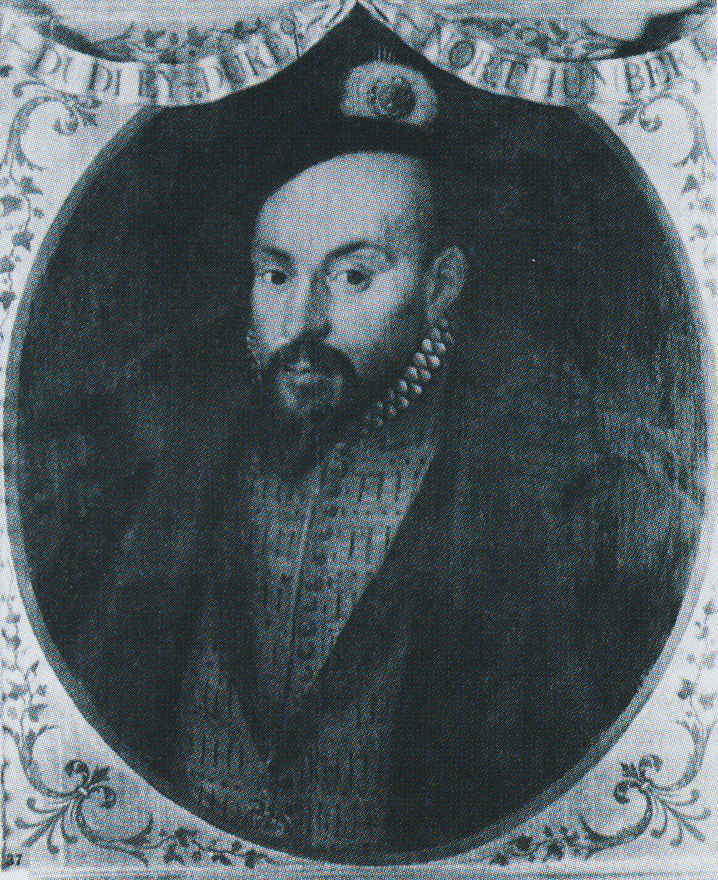
Lord High Admiral John Dudley

Lord High Admiral Thomas Seymour

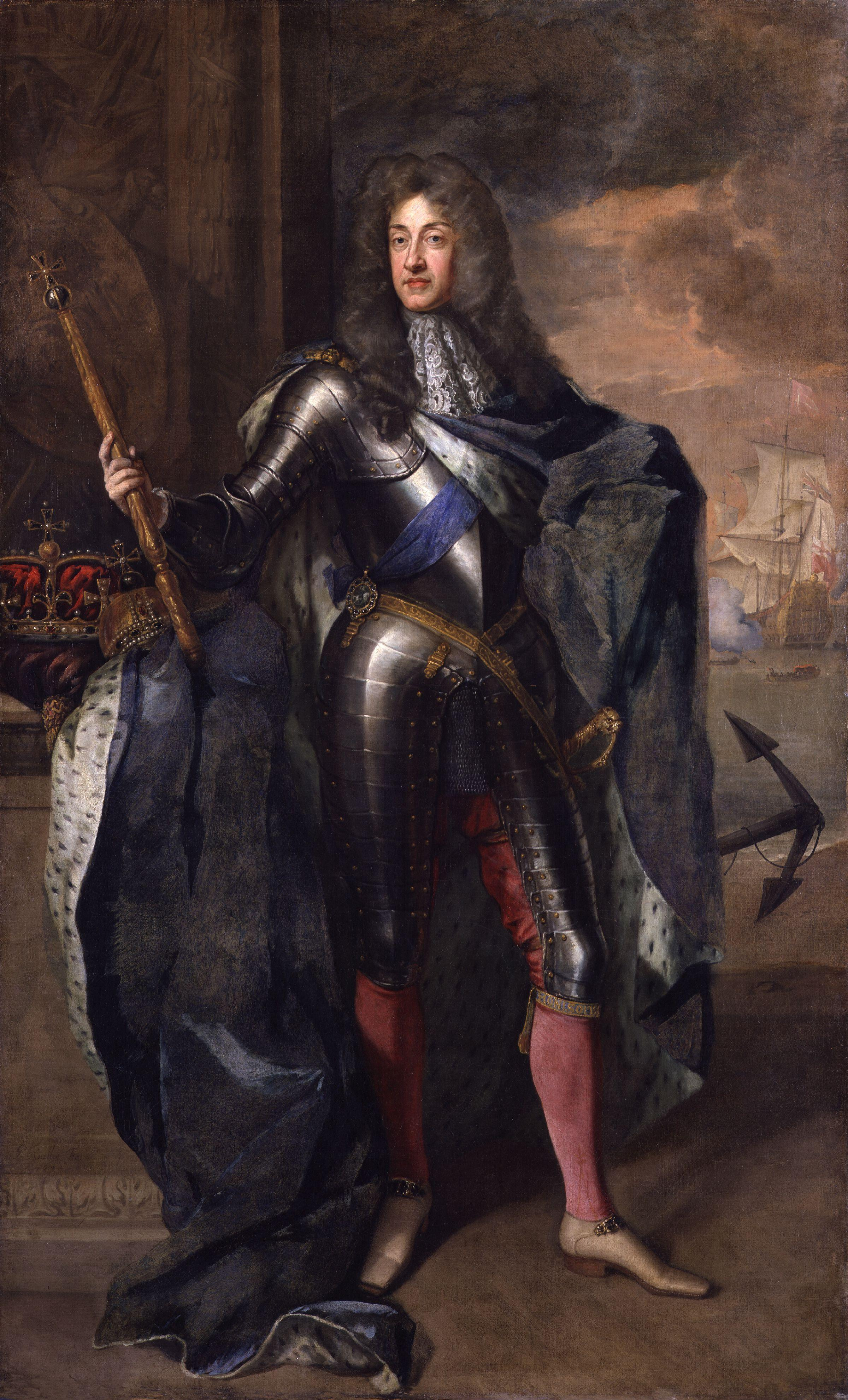
Lord High Admiral James Stuart, Duke of York and Albany

- Thomas Beaufort, 1. Duke of Exeter 1413–1426
- John of Lancaster, 1. Duke of Bedford 1426–1435
- John Holland, 2. Duke of Exeter 1435–1447
- William de la Pole, 1. Duke of Suffolk 1447–1450
- Henry Holland, 3. Duke of Exeter 1450–1461
- William Neville, 1. Earl of Kent 1462
- Richard, Duke of Gloucester 1462–1470
- Richard Neville, 16. Earl of Warwick 1470–1471
- Richard, Duke of Gloucester 1471–1483
- John Howard, 1. Duke of Norfolk 1483–1485
- John de Vere, 13. Earl of Oxford 1485–1513
- Sir Edward Howard 1513
- Thomas Howard, Earl of Surrey 1513–1525
- Henry Fitzroy, 1. Duke of Richmond and Somerset 1525–1536
- William Fitzwilliam, 1. Earl of Southampton 1536–1540
- John Russell, 1. Lord Russell 1540–1542
- Edward Seymour, 1. Earl of Hertford 1542–1543
- John Dudley, 1. Viscount Lisle 1543–1547
- Thomas Seymour, 1. Baron Seymour of Sudeley 1547–1549
- John Dudley, 1. Earl of Warwick 1549–1550
- Edward Clinton, 9. Lord Clinton 1550–1554
- William Howard, 1. Baron Howard of Effingham 1554–1558
- Edward Clinton, 1. Earl of Lincoln 1558–1585
- Charles Howard, 1. Earl of Nottingham 1585–1619
- George Villiers, 1. Duke of Buckingham 1619–1628
- Richard Weston, 1. Earl of Portland (First Lord of the Admiralty) 1628–1635
- Robert Bertie, 1. Earl of Lindsey (First Lord of the Admiralty) 1635–1636
- William Juxon, Bischof von London (First Lord of the Admiralty) 1636–1638
- Algernon Percy, 10. Earl of Northumberland (Lord High Admiral) 1638–1642
- Algernon Percy, 10. Earl of Northumberland (First Lord of the Admiralty) 1642–1643
- Francis Cottington, 1. Baron Cottington 1643–1646
- unbesetzt 1646–1660
- James Stuart, Duke of York and Albany (Lord High Admiral) 1660–1673
- König Karl II. (Lord High Admiral) 1673
- Ruprecht von der Pfalz, Duke of Cumberland (Lord High Admiral) 1673–1679
- Sir Henry Capell (First Lord of the Admiralty) 1679–1681
- Daniel Finch, 2. Earl of Nottingham (First Lord of the Admiralty) 1681–1684
- König Karl II. (Lord High Admiral) 1684–1685
- König Jakob II. (Lord High Admiral) 1685–1688
- König Wilhelm III. (Lord High Admiral) 1689
- Arthur Herbert, 1. Earl of Torrington (Lord High Admiral) 1689
- Arthur Herbert, 1. Earl of Torrington (First Lord of the Admiralty) 1689–1690
- Thomas Herbert, 8. Earl of Pembroke (First Lord of the Admiralty) 1690–1692
- Charles Cornwallis, 3. Baron Cornwallis (First Lord of the Admiralty) 1692–1693
- Anthony Cary, 5. Viscount Falkland (First Lord of the Admiralty) 1693–1694
- Edward Russell, 1. Earl of Orford (First Lord of the Admiralty) 1694–1699
- John Egerton, 3. Earl of Bridgewater (First Lord of the Admiralty) 1699–1701
- Thomas Herbert, 8. Earl of Pembroke (Lord High Admiral) 1701–1702
- Prinz Georg von Dänemark (Lord High Admiral) 1702–1708

## Amtsinhaber 1708–1801
Folgende Personen waren Lords High Admiral bzw. First Lords of the Admiralty von Großbritannien:

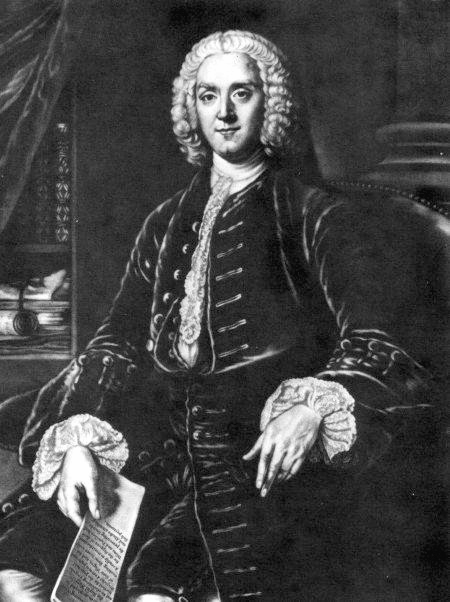
First Lord of the Admiralty George Grenville

- Königin Anne (Lord High Admiral) 1708
- Thomas Herbert, 8. Earl of Pembroke (Lord High Admiral) 1708–1709
- Edward Russell, 1. Earl of Orford 1709–1710
- Sir John Leake 1710–1712
- Thomas Wentworth, 1. Earl of Strafford 1712–1714
- Edward Russell, 1. Earl of Orford 1714–1717
- James Berkeley, 3. Earl of Berkeley 1717–1727
- George Byng, 1. Viscount Torrington 1727–1733
- Sir Charles Wager 1733–1742
- Daniel Finch, 8. Earl of Winchilsea 1742–1744
- John Russell, 4. Duke of Bedford 1744–1748
- John Montagu, 4. Earl of Sandwich 1748–1751
- George Anson, 1. Baron Anson 1751–1756
- Richard Grenville-Temple, 2. Earl Temple 1756–1757
- Daniel Finch, 8. Earl of Winchilsea 1757
- George Anson, 1. Baron Anson 1757–1762
- George Montague-Dunk, 2. Earl of Halifax 1762
- George Grenville 1762–1763
- John Montagu, 4. Earl of Sandwich 1763
- John Perceval, 2. Earl of Egmont 1763–1766
- Sir Charles Saunders 1766
- Sir Edward Hawke 1766–1771
- John Montagu, 4. Earl of Sandwich 1771–1782
- Augustus Keppel, 1. Viscount Keppel 1782–1783
- Richard Howe, 4. Viscount Howe 1783
- Augustus Keppel, 1. Viscount Keppel 1783
- Richard Howe, 4. Viscount Howe 1783–1788
- John Pitt, 2. Earl of Chatham 1788–1794
- George John Spencer, 2. Earl Spencer 1794–1801

## Amtsinhaber 1801–1964
Folgende Personen waren Lords High Admiral bzw. First Lords of the Admiralty des Vereinigten Königreichs:

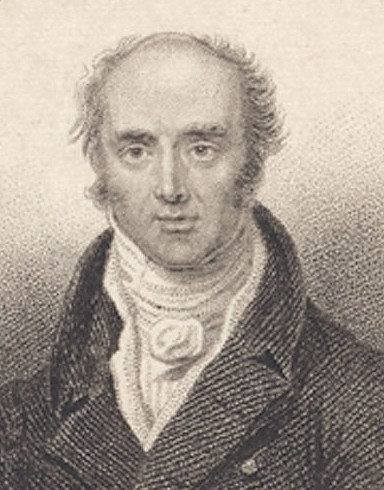
First Lord of the Admiralty Charles Grey, 2. Earl Grey

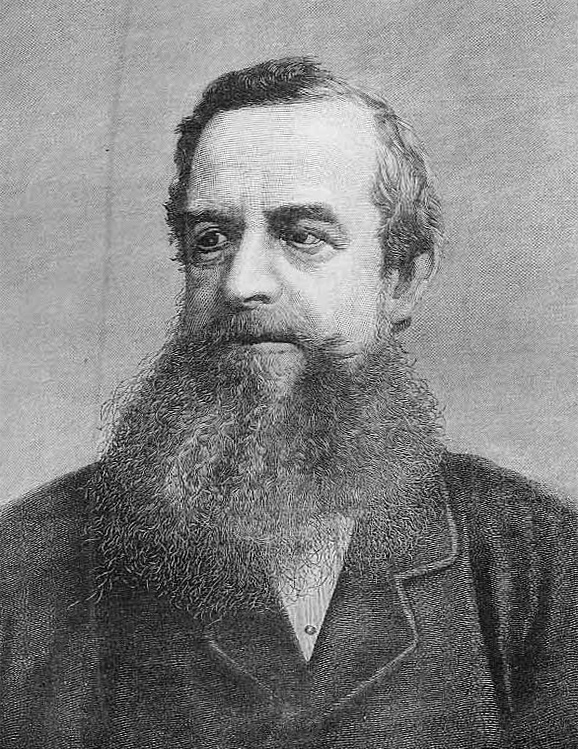
First Lord of the Admiralty George Robinson, 1. Marquess of Ripon

- John Jervis, 1. Earl of St. Vincent 1801–1804
- Henry Dundas, 1. Viscount Melville 1804–1805
- Charles Middleton, 1. Baron Barham 1805–1806
- Charles Grey, Viscount Howick 1806
- Thomas Grenville 1806–1807
- Henry Phipps, 3. Baron Mulgrave 1807–1810
- Charles Philip Yorke 1810–1812
- Robert Dundas, 2. Viscount Melville 1812–1827
- Wilhelm, Duke of Clarence (Lord High Admiral) 1827–1828
- Robert Dundas, 2. Viscount Melville 1828–1830
- Sir James Graham 1830–1834
- George Eden, 2. Baron Auckland 1834
- Thomas Robinson, 2. Earl de Grey 1834–1835
- George Eden, 2. Baron Auckland 1835
- Gilbert Elliot-Murray-Kynynmound, 2. Earl of Minto 1835–1841
- Thomas Hamilton, 9. Earl of Haddington 1841–1846
- Edward Law, 1. Earl of Ellenborough 1846
- George Eden, 1. Earl of Auckland 1846–1849
- Sir Francis Thornhill Baring 1849–1852
- Algernon Percy, 4. Duke of Northumberland 1852
- Sir James Graham 1852–1855
- Sir Charles Wood 1855–1858
- Sir John Pakington 1858–1859
- Edward Adolphus Seymour, 12. Duke of Somerset 1859–1866
- Sir John Pakington 1866–1867
- Henry Thomas Lowry-Corry 1867–1868
- Hugh Childers 1868–1871
- George Joachim Goschen 1871–1874
- George Ward Hunt 1874–1877
- William Henry Smith 1877–1880
- Thomas George Baring, 1. Earl of Northbrook 1880–1885
- Lord George Hamilton 1885–1886
- George Robinson, 1. Marquess of Ripon 1886
- Lord George Hamilton 1886–1892
- John Spencer, 5. Earl Spencer 1892–1895
- George Joachim Goschen 1895–1900
- William Waldegrave Palmer, 2. Earl of Selborne 1900–1905
- Frederick Archibald Vaughan Campbell, 3. Earl Cawdor 1905
- Edward Marjoribanks, 2. Baron Tweedmouth 1905–1908
- Reginald McKenna 1908–1911
- Winston Churchill 1911–1915
- Arthur Balfour 1915–1916
- Sir Edward Carson 1916–1917
- Sir Eric Geddes 1917–1919
- Walter Hume Long 1919–1921
- Arthur Lee, 1. Baron Lee of Fareham 1921–1922
- Leo Amery 1922–1924
- Frederic John Napier Thesiger, 1. Viscount Chelmsford 1924
- William Clive Bridgeman 1924–1929
- Albert Victor Alexander 1929–1931
- Sir Austen Chamberlain 1931
- Sir Bolton Eyres-Monsell, 1. Viscount Monsell 1931–1936
- Sir Samuel Hoare 1936–1937
- Alfred Duff Cooper 1937–1938
- James Stanhope, 7. Earl Stanhope 1938–1939
- Winston Churchill 1939–1940
- Albert Victor Alexander 1940–1945
- Brendan Bracken 1945
- Albert Victor Alexander 1945–1946
- George Hall, 1. Viscount Hall 1946–1951
- Francis Aungier Pakenham, 1. Baron Pakenham 1951
- James Thomas, 1. Viscount Cilcennin (1955) 1951–1956
- Quintin McGarel Hogg, 2. Viscount Hailsham 1956–1957
- George Douglas-Hamilton, 10. Earl of Selkirk 1957–1959
- Peter Carington, 6. Baron Carrington, 1959–1963
- George Jellicoe, 2. Earl Jellicoe 1963–1964

## Amtsinhaber 1964–heute
- Elisabeth II. (Lord High Admiral) 1964–2011
- Philip Mountbatten, Duke of Edinburgh (Lord High Admiral) 2011–2021
- Elisabeth II. (Lord High Admiral) 2021–2022
- Charles III. (Lord High Admiral) seit 2022